# Размена плазме
Размена плазме или плазмафереза  (од грчких речи : πλασμα - плазма , "нешто цело" и αφαιρεσις - афареза , "повлачење")  једана је од терапијских процедура којом се врши "чишчење" крв на сличан начин као код дијализе бубрега . Током третмана, плазма (течни део крви)  се прво  екстракује из крвотока и замењује плазмом донора или заменом за плазму. Из тог разлога, ова метода спада у групу вантелесних терапијских  метода.  Циљ ове метода је да се плазма појединих пацијената  која може имати одређене протеине који нападају њихово сопствено тело,  извади и замениновом плазмом, чиме се организам пацијента  ослобађа тих протеина, чиме се   контролишу симптоми болести и/или изненадни, тешки напади, или рецидиви болести.  
Поступак се може користити за лечење бројних болести, укључујући пре свега имунолошке болести као што су миастенија гравис, Гилен-Бареов синдром, лупус, тромботичка тромбоцитопенична пурпура. Њена ефикасност у другим стањима, као што су мултипла склероза, полимиозитис и дерматомиозитис, још се проучава.

## Опште информације
Познато је да је имуни систем усмерен на заштиту тела од страних ћелија које су ушле у наше тело, попут вируса, и могу да нашкоде здрављу. Код аутоимуних болести, имуни систем тела грешком се окреће сам себи тако што напада сопствена ткива. Неке од специјализованих ћелија укључених у овај процес могу директно да нападну ткива, док друге ћелије почињу да производе супстанце познате као антитела која циркулишу у крви и изводе напад. Антитела су протеини које тело производи и програмирани да идентификују одређену ћелију и да је униште. Антитела која нападају сопствена ткива тела називају се аутоантитела.
Најчешћи приступ у лечењу аутоимуних болести остаје медикаментозна метода сузбијањем активности имуног система или смањењем упале ткива. Али сви имуносупресивни лекови имају озбиљне нежељене ефекте када се узимају у високим дозама или дуго времена.
Седамдесетих година 20. века, уз подршку Удружења за мишићну дистрофију (МДА), истраживачи су развили нови приступ лечењу аутоимуних стања. Уместо да покушавају да промене имунитет организма само лековима, програмери су сугерисали да би механичко уклањање аутоантитела из крвотока имало ефекат сличан дијализи („вештачки бубрег“), која се успешно користи за дисфункцију бубрега. Процедура за ово "пречишћавање" крви названа је плазмафереза, што се односи на одвајање плазме од крви, познато и као размена плазме.

## Историја
Плазмаферезу су првобитно описали лекари Вадим А. Јуревик и Николај Розенберг са Војномедицинска академија С. М. Киров у Санкт Петербургу 1913. године. и Џон Абел и Леонард Раунтри из болнице Џон Хопкинс 1914. године.  Обе студије спроведене на животињама, сматрају се претечом каснијих студија  на људима и нуде први опис технике.
Прве научне студије о ефектима плазмаферезе на људе започете су током  Другог светског рата, а резултати су објављени у студији о шест донатора плазме коју су представили лекари Цо Туи, Ф.Ц. Бартер и А.М. Рајт 1944. године.
Свестан све веће потражње за плазмом за трансфузију, др  Josep Antoni Grífols-Lucas је спровео прву систематску студију примене плазмаферезе код низа давалаца плазме. Изведена 1951. године, ово је до сада била најисцрпнија студија о средњорочним ефектима на људско тело и обухватала је више од 320 процедура плазмаферезе.  Josep Antoni Grífols-Lucas је закључио да је било могуће да се даваоци подвргавају плазмаферези на недељној бази, а метода је такође омогућила добијање веће количине плазме у поређењу са конвенционалном методом давања пуне крви. Резултати студије су представљени на 4. међународном конгресу за трансфузије крви у Лисабону (1951), а објављени су 1952. у   British Medical Journal  и  Medicina Clínica in Spain.
На Лисабонском конгресу, др  Josep Antoni Grífols-Lucas се састао са др Едвином Коном. Док је др  Josep Antoni Grífols-Lucas представљао безбедну технику за добијање великих количина плазме од здравих донора, др Кон је представио фракционатор плазме, уређај који је одвајао протеине садржане у плазми. Ова два главна доприноса означила су рођење нове индустрије: фракционисање плазме за добијање производа из плазме. 
Године 1955. на 5. конгресу Европског хематолошког друштва у Фрајбургу, Немачка, представљени су даљи подаци на основу континуираног учинка плазмаферезе током петогодишњег периода. Године 1956. др  Josep Antoni Grífols-Lucas је представио резултате на 6. конгресу Међународног хематолошког друштва у Бостону, САД.
Мајкл Рубинштајн је био први који је користио плазмаферезу за лечење имунолошког поремећаја када је спасао живот адолесцентном дечаку са тромботичком тромбоцитопеничном пурпуром (ТТП) у болници Cedars of Lebanon Hospital у Лос Анђелесу 1959. године.  Сам модерни процес плазмаферезе настао је у америчком Националном институту за рак између 1963. и 1968. године, где су се истраживачи ослањали на стару технологију одвајања млечних крема која је први пут коришћена 1878. и рафинисана центрифугом Едвина Кона која је пласирана на тржиште 1953. године. 
Године 1965. др  Víctor Grifols-Lucas,  брат др Josep Antoni Grifols-Lucas, патентирао је уређај, заједно са процедуром за извођење плазмаферезе ин ситу,  односно уз присуство донора. Ово је заменило фрагментирани, ручни процес континуираном аутоматском методом која је омогућила да се компоненте крви издвоје, раздвоје и врате даваоцу у једној процедури. Нови уређај је учинио плазмаферезу бржом и једноставнијом, а такође је учинио безбеднијом за донаторе.

## Индикације
Америчко друштво за аферезу (АСФА) редовно ажурира смернице за употребу терапијске размене плазме на основу доказаних медицинских истраживања. Тако је до данас удружење формирало две линије проверене практичне примене плазмаферезе:

### Индикације прве  категорије
Индикације прве  категорије за терапијску размену плазме (терапија прве линије заснована на значајним доказима истраживања):

### Неурологија
- акутни Гилен-Баров синдром[11]
- хронична инфламаторна демијелинизирајућа полинеуропатија
- мијастенија гравис
- полинеуропатија повезана са парапротеинемијом
- у педијатрији, аутоимуни неуропсихијатријски поремећаји повезани са стрептококном инфекцијом).

#### Хематологија
- тромботична тромбоцитопенична пурпура
- атипични хемолитичко-уремијски синдром (аутоантитела на фактор Х)
- синдроми хипервискозитета (парапротеинемија)
- тешка/симптоматска криоглобулинемија

#### Нефрологија
- Гудпастеров синдром (антитела на базалну мембрану гломерула)
- антинеутрофилно цитоплазматско антитело (АНЦА) повезано са брзо прогресивним гломерулонефритисом
- рекурентна фокална сегментна гломеруларна склероза
- одбијање трансплантације бубрега посредовано антителима

#### Метаболичке болести
- породична хиперхолестеролемија (хомозигот)
- Фулиминантна Вилсонова болест

### Индикације друге  категорије
Индикације друге категорије  за терапијску плазмаферезу (терапија друге линије заснована на доказима, треба да буде подржана другим терапијама):

#### Неурологија
- миастенични Ламберт-Еатонов синдром
- акутно погоршање мултипле склерозе
- хронични фокални енцефалитис
- оптикомијелитис

#### Хематологија
- АБО-некомпатибилна трансплантација хематопоетских матичних ћелија
- права аплазија еритроцита
- аутоимуна хемолитичка анемија са хладним антителима
- атипични хемолитичко-уремијски синдром (мутације гена фактора комплемента)
- мијелом са  нефропатијом
- алоимунизација еритроцита током трудноће

#### Имунологија
- катастрофални антифосфолипидни синдром
- церебрални системски еритематозни лупус (СЛЕ)

#### Метаболичке болести
- Рефсумова болест
- тровање печуркама[12]

### Остале индикације без јасних доказа
Постоји и низ болести за које плазмафереза  нема јасно доказан терапеутски ефекат. О одлуци о одређивању поступка одлучује се у посебном појединачном случају:
- пурпура након инфузије
- аутоимуна хемолитичка анемија (топла аутоимуна хемолитичка анемија)
- хипертриглицеридемијски панкреатитис
- тиреотоксична криза

Одвојено, постоје поремећаји за које постоје објављени докази да је сепарација плазме неефикасна или штетна, а употреба такве методе захтева одобрење лекарске комисије:
- синдром укочености мишића
- хемолитичко-уремијски синдром (типична повезана дијареја)
- системски еритематозни лупус (нефритис)
- имунолошка тромбоцитопенија

## Механизам
Сам процес плазмаферезе се састоји у одвајању течног дела крви, односно плазме, од крвних зрнаца помоћу уређаја познатог као „сепаратор ћелија“. Сепаратори раде на два принципа:
- дестилују крв великом брзином одвајајући крвна зрнца од течности, и
- процеђују  крв кроз ултра-фине мембране кроз које може да прође само течни део крви.

Крвне ћелије се враћају назад у крвоток пацијента, док се изолована плазма са раствореним антителима у њој (а код аутоимуног пацијента и аутоантитела) одбацује и замењује другим течностима - физиолошким раствором или албумином, или се спроводи додатни процес, да уклони тешке ћелије из плазме и  врати их у крвоток пацијента.
Ово уклањање циркулишућих аутоантитела, имунских комплекса, цитокина (ћелије такође укључене у регулацију специфичног имунолошког одговора тела) и других инфламаторних медијатора сматра се главним механизмом деловања у терапији.
Поред тога, када се размена плазме укључи у лечење аутоимуних болести, доза лекова за сузбијање имунолошких процеса или смањење упале значајно се смањује, што додатно смањује негативан утицај нежељених ефеката лекова на организам.

### Врсте
Могу се разликовати три општа типа плазмаферезе:
- Аутологно, вађење крвне плазме, лечење на неки начин и враћање истој особи, као терапија.

- Размена, вађење крвне плазме и размена са крвним производима који ће бити донирани примаоцу. Овај тип се назива измена плазме (ПЕ, ПЛЕКС или ПЕКС) или терапија размене плазме (ПЕТ). Уклоњена плазма се одбацује и пацијент добија замену донорске плазме, албумин или комбинацију албумина и физиолошког раствора (обично 70% албумина и 30% физиолошког раствора).

- Донација, уклањање крвне плазме, одвајање њених компоненти, и враћање неких од њих истој особи док се друге држе да постану крвни производи које донор даје. У таквој процедури давања плазме, крв се уклања из тела, крвне ћелије и плазма се раздвајају, а крвна зрнца се враћају док се плазма сакупља и замрзава да би се сачувала за евентуалну употребу као свеже замрзнута плазма или као састојак у производња разних лекова.[13]

### Поступак
Размену плазме може се обавити у болници или у амбуланти. Процес није болан и није потребна  анестезија.
Лежаћете у кревету или седећи у наслоњачи медицинска сестра или специјалиста умеће иглу причвршћену на танку цев (катетер), у вену на свакој руци пацијента. Ако су  вене на рукама премале, може се уместо у рукама игла уметнути у неку од вена на рамену или у препонама.
Током поступка крв излази кроз једну од цевчица и одлази у машину која одваја из крви пацијентову плазму од крвних ћелија. Тако очишћене крвне ћелије мешају са свежом плазмом донора, а нова мешавина крви се враћа у пацијентово тело кроз цев на другој руци.
Већина третмана траје 2 до 4 сата, у зависности од тога колико је пацијентово тело велико и колико се плазме замењује.
У завосности од вресте и тећине болести  потребно је спровести требати два или три третмана недељно током 2 или више недеља.

## Нежељени ефекти и ризици
Током размене плазме, пацијентов крвни притисак је нижи него обично. Ово може утицати на пацијента да се осећа  слабо, да има вртоглавицу или мучнину. Како би се спречили ови симптоми пацијет би требало да пије пуно воде у данима пре третмана.
Можда ће се пацијент осећати уморно након размене плазме, али већина њих се може одмах вратити својим нормалним активностима.
Размена плазме може да изазове крварење и алергијске реакције или може повећати ризик од појаве инфекције.
У ретким случајевима,  може да се формира у апарату за размену плазме крвни угрушак.